# Loes de Haan
Loes de Haan is een personage uit de Nederlandse soapserie Goede tijden, slechte tijden. Loes wordt gespeeld door actrice Beaudil Elzenga en debuteerde in aflevering 5684 op 23 november 2017. Het personage Loes werd geïntroduceerd toen actrice Marly van der Velden die Nina Sanders speelt in de serie met zwangerschapsverlof ging.

## Achtergrond
In november 2017 werd bekendgemaakt dat actrice Marly van der Velden die Nina Sanders speelt in de soap, een paar maanden niet te zien zou zijn in de serie in verband met haar zwangerschapsverlof. Tegelijk werd bekendgemaakt dat Beaudil Elzenga de rol van Loes de Haan gaat vertolken en de assistent van de rijke modeontwerpster en zakenvrouw Nina Sanders is.
Oorspronkelijk was het de bedoeling dat het personage Loes de Haan na de terugkomst van Nina Sanders de serie zou verlaten. Maar in februari 2018 werd bekendgemaakt dat het personage tot de vaste cast behoorde.
In juni 2018 raakte het personage online in opspraak. In de serie loog het personage dat ze borstkanker zou hebben om zo de aandacht van een man te krijgen, dit vonden veel kijkers een stap te ver gaan. In augustus 2018 werd bekendgemaakt dat Elzenga die de rol van Loes vertolkt, dankzij deze rol genomineerd was voor de Zilveren Televizier-ster beste actrice van 2018.

## Levensverhaal

### La Nina / Bing
Wanneer Nina Sanders voor een klus naar Hong Kong moet vraagt ze haar assistente Loes om te zoeken naar iemand die haar tijdelijk kan vervangen. Na een tijdje wikken en wegen stelt Nina uiteindelijk voor dat Loes haar moet vervangen, maar Loes vindt zichzelf daar in eerste instantie ongeschikt voor. Ze blijkt echter perfect. 
Wanneer Nina weg is creëert Loes gevoelens voor diens man Bing Mauricius. Hoewel haar vriendin Zoë Xander haar aanraadt om het te laten kan ze het niet laten om zoveel mogelijk in Bing's buurt te komen. Ze doet enkele onopvallende versier pogingen, maar Bing ziet dat niet in. Hij is alleen blij met het werk dat zij hem uit handen neemt. Wanneer Loes hoort dat Nina bijna terugkomt uit het buitenland neemt ze maatregelen. Ze belt een eigenaar van een Modeketen op. Hij had La Nina eerder afgewezen, maar nadat Loes (die zich als een ander voordeed) met goede argumenten kwam ging hij toch overstag. Hierdoor moest Nina langer in Hong Kong blijven, dit tot grote ergernis van Bing.
Uiteindelijk keert Nina als verrassing eerder terug naar Nederland en heeft als voorstel dat Loes voor La Nina gaat werken in Hong Kong, zij ziet dit echter niet zitten omdat ze dan niet meer in de buurt van Bing kan zijn. Na verwoede pogingen om Hong Kong af te blazen ziet ze geen andere oplossing dan voor Nina haar auto te springen. Loes belandt hierdoor in het ziekenhuis. Doordat Nina zich schuldig voelt mag Loes tijdelijk bij haar en Bing komen wonen totdat ze weer beter is.

### Loes draait door[6]
Loes mag in Nederland blijven en probeert Nina en Bing uit elkaar te drijven, ze doet dit onder andere door bij Nina telkens ongezien slaapmiddelen in haar drinken te stoppen. Later wordt bekendgemaakt dat Loes Jan Maes heeft vermoord, echter alleen Lana weet dit doordat ze Loes op heterdaad betrapte. Loes heeft Lana vervolgens bedreigd haar en haar moeder Sjors iets aan te doen. Lana vertrekt daarom uit Meerdijk tot grote vreugde van Loes. Echter een aantal maanden later keert Lana terug in Meerdijk en blijkt ex-agente Aysen Baydar Lana in de gaten te houden omdat ze denkt dat Lana heeft gezien wie Jan heeft vermoord. Hierdoor zet Loes haar bedreigingen door op Lana.
Vervolgens wordt Loes steeds gekker: ze doet een poging om Lana te vermoorden, ze liegt tegen Bing dat ze kanker heeft voor zijn aandacht en vervolgens slaat ze zichzelf in elkaar om Bing hier voor op te laten draaien.

### Climax
Als Loes merkt dat Nina op onderzoek is naar haar bezigheden, slaat ze haar neer met een fles wijn. Ze ontvoert Nina. Ludo vertrouwt dit niet en gaat op zoek naar Nina. Inmiddels is Lana terug en doet het hele verhaal uit de doeken, waarna Loes in confrontatie komt met Aysen. Ze vechten dit uit in de haven, op de mislukte bruiloft van Sjoerd en Aysen. Loes valt na een worsteling en komt aan een stapel containers te hangen van meerdere meters hoog, smekend aan Aysen om hulp. Aysen besluit Loes niet te helpen waardoor ze naar beneden valt, waarna Aysen aan Ludo meldt dat ze niets meer voor Loes kon doen.